# Alexander August Wilhelm von Pape
Alexander August Wilhelm von Pape (2 de febrero de 1813-7 de mayo de 1895) fue un coronel general de infantería prusiano con el rango especial de mariscal de campo (Generalfeldmarschall).

## Biografía
Pape nació en Berlín. Empezó su carrera militar en 1830 como Junker de la 2.ª Brigada de Guardias de Infantería y finalmente fue promovido a mayor. En 1856 fue asignado a la escuela de cadetes en Potsdam, y en 1860 se convirtió en comandante de batallón.
En la guerra austro-prusiana de 1866, Pape era coronel comandante de la 2.ª Brigada de Infantería de Guardias, que había liderado desde 1863. El 31 de diciembre de 1866 fue promovido a coronel general. Al estallar la guerra franco-prusiana de 1870/71, le fue dada la 1.ª División de Guardias de Infantería y la llevó a St.-Privat-la-Montagne el 18 de agosto, y después con suceso luchó en la Batalla de Sedán, llevando al sitio de París y a la victoria final.
El 22 de marzo de 1872, fue condecorado con las preciadas Hojas de Roble de la prusiana Orden Pour le Merit por sus servicios militares, más especialmente por su acción en las batallas de St. Privat el 18 de agosto de 1870 y Sedán el 1 de septiembre de 1870. Su inicial Pour le Merit le fue reconocida el 17 de septiembre de 1866.
En 1880 Pape fue promovido a general de infantería del V. Cuerpo de Ejército (V. Armeekorps), en 1881 del III. Cuerpo de Ejército, y finalmente en 1884 fue elegido para liderar el Cuerpo de Guardias. En septiembre de 1888, Pape fue relevado de su posición y ascendido al rango especial de Mariscal de Campo (Generalfeldmarschall). Sostuvo la posición de gobernador de Berlín y fue puesto al cargo del ejército en la Provincia de Brandeburgo. Para 1885 era miembro del Landesverteidigungskommission.
Pape se retiró en enero de 1895. Murió poco después el 7 de mayo en su ciudad natal de Berlín. Pape era altamente respectado por el emperador Guillermo II, quien lo calificó de "El modelo de rol de un líder militar tradicional prusiano".

## Reconocimientos
La calle "General-Pape-Straße" en Tempelhof fue nombrada en honor a Pape por decreto del emperador. Una estación de tren del S-Bahn de Berlín fue nombrada "Station Papestraße" hasta el 27 de mayo de 2006, cuando fue renombrada Berlin Südkreuz para coincidir con nombres similares como Ostkreuz y Westkreuz.

## Honores
Recibió las siguientes órdenes y condecoraciones:
- Reino de Prusia:
  - Pour le Mérite (militar), 17 de septiembre de 1866; con Hojas de Roble, 22 de marzo de 1872[2]
  - Caballero del Águila Roja, 2.ª Clase con Estrella, Hojas de Roble y Espadas, 1871; Gran Cruz con Espadas en Anillo, 15 de abril de 1880[3]
  - Caballero del Águila Negra, 22 de marzo de 1886;[3] con Collar, 1887; con Diamantes, 3 de septiembre de 1891[4]
  - Cruz de Gran Comandante de la Real Orden de Hohenzollern, con Estrella, 17 de abril de 1890[4]
  - Cruz de Hierro (1870), 1.ª Clase
- Hohenzollern: Cruz de Honor de la Principesca Orden de Hohenzollern, 1.ª Clase
- Imperio austrohúngaro:[5]
  - Caballero de la Corona de Hierro, 1.ª Clase, 1872
  - Gran Cruz de la Orden imperial de Leopoldo, 1882
- Reino de Baviera: Gran Cruz de la Orden del Mérito Militar
- Dinamarca: Caballero del Elefante, 25 de agosto de 1888[6]
- Reino de Italia: Gran Cruz de los Santos Mauricio y Lázaro
- Imperio del Japón: Gran Cordón del Sol Naciente
- Mecklemburgo:
  - Gran Cruz de la Corona Wéndica, con Corona en Mineral
  - Cruz al Mérito Militar, 1.ª Clase (Schwerin)
- Países Bajos: Comandante de la Orden Militar de Guillermo, 26 de agosto de 1878[7]
- Imperio persa: Orden del Sol y el León, 1.ª Clase
- Reino de Portugal: Gran Curz de la Orden Militar de Avis
- Reino de Rumania: Gran Cruz de la Estrella de Rumania
- Imperio ruso:
  - Caballero de San Jorge, 4.ª Clase, 27 de diciembre de 1870
  - Caballero del Águila Blanca
  - Caballero de San Vladimir, 2.ª Clase con Espadas en Anillo
- Sajonia-Weimar-Eisenach: Gran Cruz del Halcón Blanco
- Reino de Sajonia:
  - Comandante de la Orden Militar de San Enrique, 2.ª Clase, 1870[8]
  - Gran Cruz de la Orden de Alberto
- Suecia-Noruega:
  - Comandante Gran Cruz de la Espada, 3 de septiembre de 1867[9]
  - Caballero de los Serafines, 31 de agosto de 1888[10]
- Reino de Wurtemberg: Gran Cruz de la Corona de Wurtemberg, 1882[11]